# Bharattherium
Genre
Genre
Bharattherium est un genre fossile de mammaliaformes ayant vécu en Inde pendant le Maastrichtien (Crétacé supérieur). Il ne comprend qu'une seule espèce, Bharattherium bonapartei.
Il fait partie du  clade des Gondwanatheria et de la famille des Sudamericidae, présente également à Madagascar et en Amérique du Sud durant le Crétacé supérieur. Le premier fossile de Bharattherium a été découvert en 1989 et publié en 1997, mais il a fallu attendre 2007 avant que deux équipes donnent indépendamment un nom à l'animal, Bharattherium bonapartei et Dakshina jederi[réf. nécessaire]. Ce dernier est à présent considéré comme un synonyme. Huit fossiles de dents ont été découverts, une incisive et sept molaires et prémolaires.